# تورته زاخر
کیک یا تورتهٔ زاخِر (به آلمانی: Sachertorte) نوعی کیک شکلاتی یا تورته است. این کیک در سال ۱۹۳۲ میلادی توسط فرانتس زاخر در وین برای مترنیخ سیاستمدار اتریشی ابداع شد. این کیک یکی از معروفترین کیک‌های وینی به‌شمار می‌رود.